# باولو ماغراسي
باولو ماغراسي (بالإيطالية: Paolo Magrassi)‏ هو عالم تقنية إيطالي، ويشتهر بكونه أحد مؤلفي of the , the مفهوم «سبرانت» (بالإنجليزية: Supranet)‏، وأحد المشاركين في وضع منهج «ألفا آي سي» (بالإنجليزية: AlphaIC)‏ لتقييم قيمة نفقات تقنية المعلومات، ومدير مشروع بونتيفكس (بالإنجليزية: Pontifex project)‏ والذي قدم في منتصف ثمانيات القرن العشرين منهجًا جديدًا لجدولة الأساطيل المعقدة.
مع مطلع القرن الحادي والعشرين، لعب ماغراسي دورًا محوريًا في التعريف بالمجال الصناعي والتجاري، ثم إدخال تقنيات تحديد الهوية بموجات الراديو وإنترنت الأشياء كالتي عرضها معهد ماساتشوستس للتكنولوجيا.

## مؤلفاته
نشر عدة كتب من بينها:
- The Caricature Of A Revolution (2012)
- Digitalmente confusi (2011)
- La good-enough society (2010)
- Difendersi dalla complessità (2009)
- Il filo conduttore  (2006)
- 2015 Weekend nel futuro (2005)
- A World Of Smart Objects (2002)

## روابط خارجية
- موقعه على الويب